# Tempelierskapel (Metz)
De Tempelierskapel in Metz (Frans: chapelle des Templiers; Duits: Templerkapelle) is een in de tweede helft van de twaalfde eeuw gebouwde kapel, oorspronkelijk bedoeld voor de Orde van de Tempeliers.
Het is een voorbeeld van laatromaanse architectuur en werd gebouwd rond 1180-1200. De Tempeliers bouwden er ook een burcht (commanderij), maar die is verdwenen. Metz werd vanaf 1224 een vrije rijksstad in het Heilige Roomse Rijk; tijdens de bouw was het nog onderdeel van het prinsbisdom Metz.
De kapel is het enige overblijfsel van de Commanderij van de Tempeliers te Metz. De kapel is gebaseerd op de Tempelierskapel in Laon. In het gebouw zijn fresco's te vinden.  